# 岳麓连蕊茶
岳麓连蕊茶（学名：Camellia handelii）是山茶科山茶属的植物，为中国的特有植物。分布在中国大陆的广西、江西、贵州等地，生长于海拔550米至2,700米的地区，常生于山坡阔叶林中、山谷、山坡疏林中、山坡林缘及石坡林中，目前尚未由人工引种栽培。

## 异名
- Camellia handelii Sealy ssp. transarisanensis (Hayata) Ming
- Camellia transarisanensis (Hayata) Cohen Stuart